# تل الكبير (الرقة)
تل الكبير قرية سورية تتبع ناحية مركز تل أبيض في منطقة تل أبيض في محافظة الرقة. بلغ عدد سكانها 1775 نسمة في عام 2004 حسب إحصاء المكتب المركزي للإحصاء.